# WebCL

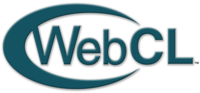
Logo de WebCL

WebCL est un standard développé par le Khronos Group, dont le but est l'intégration d'OpenCL 1.1, bibliothèque de calcul parallèle, dans l'ensemble des interfaces de programmation de HTML5. Cette adaptation est inspirée par le succès du port d'OpenGL ES au HTML5 avec WebGL. Pour que WebCL fonctionne sur un système, celui-ci doit supporter OpenCL 1.1.
Actuellement (2013), les navigateurs ne gèrent pas WebCL en natif, mais utilisent des extensions ;
Nokia et Mozilla ont développé des extensions pour Firefox,. Samsung pour Webkit et Motorola pour Node.js.

### notes et références
1. ↑  « WebCL », sur nokiaresearch.com via Wikiwix (consulté le 11 octobre 2023).
2. ↑  (en) https://hg.mozilla.org/projects/webcl/
3. ↑  (en) https://github.com/SRA-SiliconValley/webkit-webcl « Copie archivée » (version du 18 février 2015 sur Internet Archive)
4. ↑  (en) « https://github.com/Motorola-Mobility/node-webcl »(Archive.org • Wikiwix • Archive.is • Google • Que faire ?)